# 阿倫·施漢
阿倫·施漢（英語：Alan Sheehan，1986年9月14日—），是一名已退役愛爾蘭足球運動員，司職後衛。

## 生平

### 球員
施漢在效力聖法蘭西斯足球會期間在左閘位置射入八球，其中兩球更在半場線後時被巴拉福特的球探所發現。然而，當時正在麗城足球會效力的施漢在2003年7月加盟李斯特城，施漢迅即成為U19和預備組的正選左閘。施漢曾在2006/07球季被外借至曼斯菲以吸引一隊經驗。施漢這名任意球專家在2004/05球季的聯賽最後一場對普利茅夫的賽事中以一隊身份處子上陣。與此同時，當時年僅18歲的施漢成為了李斯特城的2005年最佳學徒球員。
施漢與李斯特城簽下了兩年新約，這意味著他至少可以待在獲加球場直至2007/08球季結束後。2007年8月25日，施漢在對屈福特的賽事中攻入加盟以來的首球，這球25碼外的遠射最終亦令到李斯特城以4-1大勝對手，並在同年9月18日對諾定咸森林的賽事中攻入其加盟以來的第二球，這個自由球使用到李斯特城以3-2的比分險勝對手。隨著李斯特城在11月24日以2-0擊敗布里斯托城後，施漢在兩日後與隊友史提芬·基文斯和李察·史迪雅文一起成為英冠一週陣容的其中一員。
2008年1月31日，施漢被外借至列斯聯，並在2008年2月2日對燦美爾的賽事中入替左閘賓·柏加而處子上陣。然而，歷經四場賽事後，時任領隊加利·麥亞里士打為了加強守力，所以借用了阿士東維拉的後衛史提芬·奧哈洛蘭，儘管史提芬·奧哈洛蘭在對史雲頓的賽前熱身時受了重傷而返回阿士東維拉，施漢的位置仍然被費沙·李察臣所取代。
施漢拒絕了與李斯特城簽訂新約。2008年4月1日，施漢在對唐卡士打的賽事中以一記25碼外的自由球的形式攻入其加盟以來的首球。施漢在對伊奧維的賽事中侵犯了對方球員，然而列斯聯仍然在賽後確立了附加賽的位置。這面紅牌使到施漢在對卡素爾的附加賽需要停賽。
2008年7月1日，施漢轉投了列斯聯，並簽下了3年合約。 
2008/09球季早期，施漢經歷了這段艱難期。施漢在對陣克魯的賽事後，施漢在對史雲頓的賽事中領紅，使到他的位置被安迪奧·韋茨所取代。另一樣是，施漢的受傷令他缺陣了賽季很大部分賽事，最終在對洛達咸時復出。
3月23日，施漢被外借至克魯直到球季結束 並在其後對米爾頓凱恩斯賽事中首次上陣，期間僅上陣3場，季後返回列斯聯。新球季展開後，施漢於9月再被外借到奧咸1個月，上陣6場並在對米尔顿凯恩斯射入1球協助球隊2-1獲勝；獲奧咸延長借用到11月1日，由於奧咸在11月份需要兩戰列斯聯，故此不再留用施漢。11月26日他再被外借到史雲頓直到2010年1月4日，更獲准在英格蘭足總盃上陣，期間7次出戰；1月5日獲史雲頓延長借用到球季結束。8月31日，他與列斯聯雙方同意提早解約，在同一天加盟史雲頓並簽訂一年合約。
隨著史雲頓於球季結束後降班英乙，約滿的施漢被放棄，他於2011年6月3日加盟英甲的諾士郡，與效力李斯特城時期的舊上司馬田·阿倫（Martin Allen）再續前緣。

## 國際賽
2005年6月，施漢曾被愛爾蘭足總徵召出戰對陣以色列U21的賽事。

## GAA
施漢在尚未專注足球前，曾經是一名蓋爾式足球員。施漢是聖母學院14歲以下組別的明星。施漢還表示有興趣返回愛爾蘭和成為西米斯的隊長。

## 外部連結
- （英文）足球数据库：阿倫·施漢的球员统计数据